# Куракин, Фёдор Семёнович
Князь Фёдор Семёнович Куракин (ум. 2 (12) ноября 1656 или 1655) — рында, воевода, наместник и  боярин во времена правления Михаила Фёдоровича и Алексея Михайловича.
Из княжеского рода Куракиных. Средний сын боярина Семёна Андреевича Куракина (ум. 1606) и Елены Васильевны. Имел братьев: Василия и Григория (ум. 1682).

## Биография
В 1613 году при представлении Государю персидского, а в 1615 году английского послов был рындою. В 1613 году местничал с И. И. Чепчюговым и князем А. Ф. Литвиновым-Мосальским. В 1614 году, вместе с братом Василием Семёновичем местничал с князьями Прозоровскими, выиграв дело. В 1615 году послан первым воеводою войск в Рязань против Лисовского, соединившись с князем Турениным, нагнал врага в Алексинском уезде, разбил его и принудил бежать в Литву, а сам остановился в Перемышле. В 1616—1617 годах — воевода Большого полка в Туле, против ногайцев. В 1617 году рында при представлении Государю Юргенского и царя Алтына сибирского, а в 1618 году при представлении шведских послов. В 1619 году воевода передового полка в Дедилове. В 1622 году записан в дворянах Луховицкой десятни. В 1623 году пожалован в стольники и велено быть ему первым воеводою Большого полка Украинских войск. В сентябре 1625 года, при бракосочетании царя Михаила Фёдоровича с княжной Марией Владимировной Долгоруковой был седьмым в свадебном поезде. В феврале 1626 года при втором бракосочетании царя Михаила Фёдоровича с Евдокией Лукьяновной Стрешневой был шестым в свадебном поезде. В 1627 году первый воевода Большого полка в Туле. В 1628—1631, 1646—1650 — воевода в Астрахани, в 1634 году — в Калуге и Боровске, 1635—1639 — в Пскове, в 1640 — в Крапивне, в 1643 — в Туле, в 1645 — в Новгороде. В 1633 году, местничал вместе с князем Н. И. Одоевским против князя Д. М. Черкасского. В 1640 году, заместничавшему с князем А.Н. Трубецким, князя Фёдора Семёновича "за воровство и измену" пригрозили Сибирью, конфискацией поместий и вотчин, подвергнут краткосрочной опале. В 1645 году, на третий день коронации Алексея Михайловича пожалован в боярство с окладом 450 рублей, послан в Клин, Тверь, Торжок и Новгород приводить к присяге горожан новому царю. В 1652—1653 годах в отсутствии царя 18 раз оставался «ведать Москву». В 1653 году направлен осадным воеводой в Киев с почётным титулом наместника Ростовского. В 1653—1656 годах — глава Владимирского судного приказа.
Скончался Фёдор Семёнович Куракин 2 (12) ноября 1656 года. Похоронен на кладбище Троице-Сергиевой Лавры. В 2014 году в ходе раскопок некрополя Подольного монастыря в Сергиевом Посаде была обнаружена надгробная плита князя.

## Брак и дети
Женат на Евдокии Ивановне (ум. 1627) (Парасковье Борисовне Татев-Ростовской?). В браке родились:
- Князь Куракин Фёдор Фёдорович (? — 1684) — боярин
- Княжна Наталья[6](в др. источниках — Мария (Наталья?)[7] (1628[6]—1674)— первая супруга князя И. А. Воротынского (ум.1679)
- Княжна Евдокия[8][9] — супруга князя Н. И. Одоевского (ум. 1689)